# Малая Арешевка
Малая Арешевка — село в Кизлярском районе Дагестана. Административный центр сельского поселения «Сельсовет «Малоарешевский»».

## География
Населённый пункт расположен у Дубовского канала, в 22 км к северо-востоку от города Кизляр.

## История
Впервые упоминается в писцовой книге в 1745 году как деревня Атай-Батхан помещиков Щейдяковых. В 1806 году выкуплена капитаном Гургеном Арешевым.

## Население
| 1889  | 1914 | 1926 | 1970  | 1989  | 2002  | 2010  |
| ----- | ---- | ---- | ----- | ----- | ----- | ----- |
| 300   | ↗517 | ↗728 | ↗1105 | ↗1236 | ↗1432 | ↗1668 |
| 2021  |      |      |       |       |       |       |
| ↗2046 |      |      |       |       |       |       |

Национальный состав
По данным Всесоюзной переписи населения 1926 года:
| № | Национальность | Численность, чел. | Доля   |
| - | -------------- | ----------------- | ------ |
| 1 | русские        | 695               | 95,5 % |
| 2 | цыгане         | 20                | 2,7 %  |
| 3 | армяне         | 13                | 1,8 %  |

По данным Всероссийской переписи населения 2010 года:
| № | Национальность | Численность, чел. | Доля   |
| - | -------------- | ----------------- | ------ |
| 1 | аварцы         | 871               | 52,2 % |
| 2 | даргинцы       | 554               | 33,2 % |
| 3 | русские        | 185               | 11,1 % |
| 4 | другие         | 58                | 3,5 %  |

По данным Всероссийской переписи населения 2010 года, в селе проживало 364 человека (178 мужчин и 186 женщин).

Бывшее русское село. С середины 1980-х годов в село усилился приток жителей горных районов — даргинцев и кварельских аварцев (из Грузии). Русское население постепенно покидает село.